# 脳科学
脳科学（のうかがく、英: brain science）とは、ヒトを含む動物の脳と、それが生み出す機能について研究する学問分野である。対象とする脳機能としては視覚認知、聴覚認知など感覚入力の処理に関するもの、記憶、学習、予測、思考、言語、問題解決など高次認知機能と呼ばれるもの、情動に関するものなどである。

## 主な方法・下位分野
以下のように様々な方法あるいは分野が存在し、それぞれ長所・短所を有している。2つ以上の分野を同時に行うこともある。
例：サルに報酬課題をさせているときのドパミン神経細胞の発火を細胞外電極で測定する（＝計算論的神経科学＋電気生理学）。これは有名なSchultzら（1993年）の実験。
- 電気生理学：動物においてパッチクランプ法、ヒト・動物において細胞内電極、皮質電極、脳波、脳磁図、経頭蓋磁気刺激（TMS）などを用いて神経細胞の興奮に関係する電気活動を、ミクロ・マクロのレベルで調べる。
- 神経解剖学：神経細胞の内部構造、神経細胞間のつながり、細胞構造の動的変化などを光学顕微鏡、電子顕微鏡、凍結割断法、免疫染色その他を用いて調べる。
- 分子生物学：遺伝子レベル、蛋白レベルで神経細胞の特性などを調べる。
- 脳機能イメージング：脳活動をさまざまな装置を用いて可視化する方法。
- 脳機能マッピング：脳機能イメージングや損傷脳研究で脳の各部位がどういう働きをしているかを、まるで脳を地図に見立てたように「マッピング」していく方法。
- 動物の行動実験：サル、マウスなどの動物に、薬剤を投与したり遺伝子を操作するなどし、その行動を観察する。
- 心理学研究、精神物理学的研究：被験者となるヒトに様々な課題を行わせ行動を観察することで脳機能を類推する（例：視覚の干渉刺激実験）。
- 理論的神経科学：神経の機能をコンピュータで再現したり、認知・学習などの理論的なモデルを作成することで研究を行うもの。計算論的神経科学など。

## 用語の使われ方
次のように「脳科学」という語は学術分野において汎用されている。例えば、日本の公的な研究組織の名称として、次の組織に「脳科学」の語が使われている。
- 文部科学省 脳科学委員会[1]
- 文部科学省 脳科学研究戦略推進プログラム[2]
- 産業技術総合研究所 システム脳科学研究グループ[3]
- 理化学研究所 脳科学総合研究センター[4]
- 北海道大学 脳科学研究教育センター[5]
- 東北大学 脳科学センター[6]
- 筑波大学大学院 感性認知脳科学専攻[7]
- 電気通信大学 脳科学ライフサポート研究センター[8]
- 玉川大学 脳科学研究所[9]
- 同志社大学大学院 脳科学研究科[10]
- 日本脳科学会[11]
- 日本脳科学関連学会連合[12]
- 応用脳科学コンソーシアム[13]
- 脳科学若手の会[14]

また、専門書と見なせる書籍で「脳科学」の用語が含まれているものとしては、「脳科学からみた機能の発達」、「分子脳科学」、「シリーズ脳科学」、「脳科学への招待」などがある。

### 「脳科学」と「神経科学」の違い
理化学研究所 脳科学総合研究センター センター長の利根川進は、当センターの研究対象として「脳内の分子構造から神経回路、認知・記憶・学習の仕組み、健康と疾患等までを研究対象とし、工学や計算理論、心理学までも含めた多彩な学問分野を背景にして、学際的かつ融合的な研究を目指しています。近年では、分子や細胞といった微視的レベルを扱う神経生物学と、認知や計算論のような巨視的レベルとをつなぐものとして神経回路研究に焦点を当てています。」としている。
一方、「日本神経科学学会」の記述によると「日本神経科学学会は、脳・神経系に関する基礎、臨床及び応用研究を推進し、その成果を社会に還元、ひいては人類の福祉や文化の向上に貢献すべく、神経科学研究者が結集した学術団体です。」とある。神経科学の対象には脳も含まれるし、脳科学を研究するには神経の研究も必要である。あえて分類すれば、神経には脳神経以外も含まれるため、神経科学の方がより概念範囲が広い点が違いと言える。

### 「脳科学者」の信頼性
「脳科学者」には日本のマスメディアに重宝され、テレビ番組に多数出演し、数多くの本を執筆している者も多い。しかし、マスメディアに登場する脳科学者のなかには、科学的根拠が乏しい事象について、あたかも科学的根拠があるかのような発言・著作を行う者も存在するため、注意が必要である。「脳科学者」の発言・著作の科学的信頼性について疑問を持った場合には、日本神経科学学会事務局に問い合わせることを、日本神経科学学会では推奨している。

### 「脳科学」をテーマにした作品・ゲーム
「脳科学者」の出版物には『脳内革命』や『脳を鍛える大人の計算ドリル』のようにベストセラーになったものも存在する。特に『脳を鍛える大人の計算ドリル』は『脳を鍛える大人のDSトレーニング』としてNintendo DSでゲーム化されDS初期の人気ソフトとなった。

## 日本の脳科学者
五十音順。脳科学に関するメディア出演や執筆活動などを通じて知られた人物も含む。
- 池谷裕二

　東京大学・大学院薬学系研究科・教授
　　著書「進化しすぎた脳」「脳はなにかと言い訳する」など
- 伊藤正男

　東京大学名誉教授
　著書「脳の設計図」など
- 枝川義邦

　早稲田大学理工学術院教授
　著書「記憶のスイッチ、はいってますか－気ままな脳の生存戦略」「「脳が若い人」と「脳が老ける人」の習慣」 など
- 大島清

　京都大学名誉教授
　著書「性は生なり」「脳と性欲」など
- 川島隆太

　東北大学加齢医学研究所教授
　著書「現代人のための脳鍛錬」「さらば脳ブー－ム」など
- 木々高太郎

　慶應義塾大学名誉教授
　著書「頭のよくなる本 大脳生理学的管理法」など
- 久保田競

　京都大学名誉教授
　著書「手と脳」「ランニングと脳」など
- 酒井邦嘉

　東京大学総合文化研究科教授
　著書「言語の脳科学」など
- 澤口俊之

　武蔵野学院大学国際コミュニケーション学部教授
　著書「知性の脳構造と進化 精神の生物学序説」「わがままな脳」など
- 品川嘉也

　日本医科大学教授
　著書「脳とコンピューター」「意識と脳」
- 篠原菊紀

　公立諏訪東京理科大学共通教育センター教授
　著書「「すぐにやる脳」に変わる37の習慣」など　
- 高田明和

　浜松医科大学名誉教授
　著書「ストレスがもたらす病気のメカニズム」など
- 高木貞敬

　東京大学名誉教授
　著書「記憶のメカニズム」「脳を育てる」など
- 千葉康則

　法政大学名誉教授
　著書「記憶の大脳生理学」など
- 柘植秀臣

　日本精神医療センター脳研究所長
　著書「ある脳研究者の履歴」「条件反射とはなにか」
- 時実利彦

　東京大学名誉教授
　著作「脳の話」「脳と人間」など
- 利根川進

　マサチューセッツ工科大学教授
　著書「私の脳科学講義」など
- 苫米地英人

　 カーネギーメロン大学サイラブフェロー
　著書「洗脳原論」など
- 友田明美

　福井大学子どものこころの発達研究センター教授
　著書「子どもの脳を傷つける親たち」など
- 中野信子

　東日本国際大学特任教授
　著書「世界で通用する人がいつもやっていること」「脳科学からみた「祈り」」など
- 西剛志

　東京工業大学大学院非常講師、武蔵野学院大学客員研究員
　著書「あなたの世界をガラリと変える 認知バイアスの教科書」「80歳でも脳が老化しない人がやっていること」など
- 正高信男

　京都大学霊長類研究所教授
　著作「音楽を愛でるサル」「ケータイを持ったサル」など
- 茂木健一郎

　ソニーコンピュータサイエンス研究所上級研究員
　著書「脳と仮想」「今、ここからすべての場所へ」など
- 森昭雄

　日本大学教授
　著作「ゲーム脳の恐怖」など